# Reactància
|  | No s'ha de confondre amb reactància (fluorescent). |

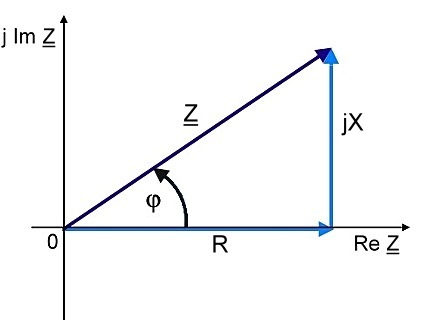
Part complexa i real de la impedància

En l'anàlisi d'una xarxa elèctrica en corrent altern (per exemple un Circuit sèrie RLC), la reactància és la part imaginària de la impedància, i és provocada per la presència d'inductors o condensadors en el circuit. La reactància es denota pel símbol X i en unitats del SI es mesura en ohms (símbol: Ω).
El terme reactància va ser suggerit per primera vegada per l'enginyer francès M. Hospitalier a L'Industrie Electrique el 10 de maig de 1893. Va ser adoptat oficialment per l'American Institute of Electrical Engineers el maig de 1894.

## Tipus de reactàncies
Segons el seu signe:
- Si X > 0, es diu que la reactància és inductiva.[1]
- Si X = 0, llavors el circuit és purament resistiu elèctricament, és a dir, no té cap reactància.
- Si X < 0, es diu que la reactància del circuit és capacitiva.[1][4]

La relació entre impedància, resistència, i reactància ve donada per l'equació:
{\displaystyle Z=R+jX\,}
on 
Z  és la impedància, mesurada en ohms
R  és la resistència, mesurada en ohms
X  és la reactància, mesurada en ohms
i j és la unitat imaginària
La impedància és doncs un nombre imaginari i, per tant, una unitat vectorial, amb un mòdul i una direcció.
Sovint per conèixer la impedància n'hi ha prou de conèixer el seu mòdul, que ve donat per la fórmula següent:
{\displaystyle \left|Z\right|={\sqrt {R^{2}+X^{2}}}\,}
Per a conèixer la seva direcció, cal conèixer l'angle {\displaystyle \varphi }, anomenat fase, a partir de la fórmula:
{\displaystyle X=Z\ \sin \varphi ={U \over I}\ \sin \varphi }
És a dir, podem calcular la seva direcció a partir de la fórmula:
{\displaystyle \varphi =\arcsin \left({X \over Z}\right)}
O bé de la fórmula:
{\displaystyle \varphi =\arcsin \left({{X*I} \over U}\right)}
Per a un element purament inductiu o capacitiu, la magnitud de la impedància és simplement la reactància, i l'angle {\displaystyle \varphi } és zero.

## Reactància inductiva
La reactància inductiva (que s'indica amb el símbol XL) representa el fet que un corrent s'acompanyi d'un camp magnètic proper; per això un corrent variable s'acompanya d'un camp magnètic variable; aquest últim ocasiona una força electromotriu que resisteix els canvis del corrent. Com més canvia el corrent, més s'hi resisteix un inductor: la reactància és proporcional a la freqüència (per això és zero per a un corrent continu). Hi ha també una diferència de fase {\displaystyle \varphi } entre el corrent i el voltatge aplicat.
La reactància inductiva es pot calcular amb la fórmula: 
{\displaystyle X_{L}=\omega L=2\pi fL\,\!}
on
XL  és la reactància inductiva, mesurada en ohms
ω és la freqüència angular, en radians per segon
f  és la freqüència, en hertz (símbol: Hz)
L  és la inductància, en henrys (símbol: H)
Si la reactància és inductiva, l'angle {\displaystyle \varphi } o fase és positiu.

## Reactància capacitiva
La reactància capacitiva  (que s'indica amb el símbol XC) reflecteix el fet que els electrons no puguin passar a través d'un condensador, tot i així el corrent altern (CA) eficaç pot fer-ho més fàcilment com més alta sigui la freqüència. També hi ha un desfasament ({\displaystyle \varphi }) entre el corrent altern que travessa el condensador i la diferència de potencial a través dels elèctrodes del condensador.
La reactància capacitiva es pot calcular amb la fórmula: 
{\displaystyle X_{C}={\frac {1}{\omega C}}={\frac {1}{2\pi fC}}\,}
a on : XC és la reactància capacitiva mesurada en ohms
ω és la freqüència angular, en radians per segon
f és la freqüència, en hertz
C  és la capacitància, en farads (símbol: F)
Si la reactància és capacitiva l'angle {\displaystyle \varphi } o fase és negatiu.